# Romeo Zondervan
Romeo Eugene Zondervan (født 4. marts 1959 i Paramaribo, Surinam) er en surinamsk født hollandsk tidligere fodboldspiller (midtbane).
Zondervan spillede én kamp for Hollands landshold, en VM-kvalifikationskamp mod Cypern 22. februar 1981. På klubplan startede han sin karriere i hjemlandet hos ADO den Haag, og spillede senere ti år i England hos henholdsvis West Bromwich og Ipswich Town.